# Кубанов, Сагит Магомедович
Сагит Магомедович Кубанов — сотрудник Министерства внутренних дел СССР, старший лейтенант милиции, погиб при исполнении служебных обязанностей, кавалер ордена Красной Звезды.

## Биография
Сагит Магомедович Кубанов родился 21 мая 1958 года в городе Невинномысске Ставропольского края. В 1976—1978 годах проходил срочную службу в Вооружённых Силах СССР. Демобилизовавшись, поступил в Ставропольский государственный политехнический институт. Окончил его в 1983 году, получив специальность инженера-механика.
В 1988 году Кубанов был направлен на высшие курсы Министерства внутренних дел СССР в городе Ставрополе. После их окончания служил участковым инспектором милиции Черкесского городского отдела внутренних дел, затем стал инспектором отделения профилактики. Неоднократно удостаивался благодарностей и поощрений за отличное несение службы.
24 октября 1990 года Кубанов с несколькими товарищами выехал на очередной вызов. В квартире одного из домов на проспекте Ленина в Черкесске сильно шумела пьяная компания. Один из хулиганов оказался вооружён обрезом охотничьего ружья, из которого он произвёл выстрел, смертельно ранив старшего лейтенанта милиции Сагита Кубанова. В завязавшейся перестрелке убийца был застрелен милиционерами. Позднее при обыске квартиры были обнаружены наркотики.
С отданием воинских почестей Кубанов был похоронен в станице Зеленчукской Ставропольского края.
Указом Президиума Верховного Совета СССР старший лейтенант милиции Сагит Магомедович Кубанов посмертно был удостоен ордена Красной Звезды.

## Память
- В честь Кубанова названа улица в Черкесске[1].
- В Черкесском Центре военно-патриотического воспитания открыта «Парта Героя» в честь Кубанова.